# Verlina Reynolds-Jackson
Verlina Reynolds-Jackson es una política estadounidense del Partido Demócrata, que representa al 15.º distrito en la Asamblea General de Nueva Jersey. Previamente miembro del Ayuntamiento de Trenton, Nueva Jersey, Reynolds-Jackson otorgó juramento el 15 de febrero de 2018 para suceder a Elizabeth Maher Muoio, quien había dejado el puesto por ser nombrada Tesorera de Nueva Jersey.

## Biografía
Residente de Trenton, Nueva Jersey, Reynolds-Jackson asistió al Trenton Central High School. Se graduó en la Universidad Estatal de Trenton (ahora The College of New Jersey) con un Grado en sociología, y en la Universidad de Míchigan Central con un Máster de ciencias de la administración. Ha trabajado para el Departamento de Asuntos Comunitarios de Nueva Jersey en su División de Vivienda, y para la Junta de Servicios Sociales del Condado de Mercer. Elegida por primera vez en 2010, Reynolds-Jackson fue elegida por segunda vez para representar el este de Trenton para un mandato de cuatro años de duración, desde el 1 de julio de 2014 hasta el 30 de junio de 2018, recibiendo el 42% de los votos emitidos en la zona contra los tres candidatos que se presentaban. Comi miembro del comité demócrata del Condado, estuvo involucrada en campañas políticas por todo el Condado de Mercer en 2016 y 2017. Fue elegida por sus compañeros en octubre de 2014 para ser la vicepresidenta del Ayuntamiento, aunque dos concejales votaron en contra, argumentando que el puesto de vicepresidente se había creado incorrectamente.
Elizabeth Maher Muoio fue nombrada por el Gobernador de Nueva Jersey Phil Murphy para ser Tesorera de Nueva Jersey. Dimitió del cargo electo el 15 de enero de 2018, así como de su puesto como Directora de Desarrollo Económico para el Condado de Mercer para empezar a trabajar en la rama ejecutiva, anteriormente a la confirmación por el Senado de Nueva Jersey; su dimisión llegó menos de una semana después de haber jurado el cargo por segunda vez en la Asamblea. Reynolds-Jackson fue elegida el 10 de febrero en la Convención Democrática del Condado de Mercer y del Condado de Hunterdon para suceder a Muoio hasta una elección especial en noviembre de 2018; en la segunda ronda de votaciones, Reynolds-Jackson recibió la mayoría de votos de los miembros del comité, derrotando a Anthony Verrelli.
Dejó el trabajo en el gobierno estatal de Nueva Jersey, en el que ganaba 92,000 dólares por años, y tomó el puesto en el Condado de Mercer con un salario de 94,000 dólares, ya que su puesto en la Asamblea le impediría trabajar para el Estado.
Reynolds-Jackson dimitió de su posición electa en el gobierno local y otorgó juramento para el cargo público el 5 de febrero de 2018.

## Distrito 15
Cada uno de los 40 distritos de Nueva Jersey tiene un representante en el Senado de Nueva Jersey y dos miembros en la  Asamblea General de Nueva Jersey. Los otros representantes del 15.º distrito en la legislatura de 2018-2019 son:
- Senadora Shirley Turner (D) y
- Asambleísta Reed Gusciora (D)